# Mirabilite
La mirabilite est un sulfate naturel de sodium décahydraté, de formule chimique Na2SO4·10 H2O. Ce composé chimique, autrefois connu sous le nom de sel de Glauber, est un minéral très commun, présent le plus souvent en croûte de surface ou en efflorescence dans les régions arides, mais aussi en formation massive, c'est une roche évaporite caractéristique des dépôts de lacs salés, de playas salines ou de sources thermales, spécialement en périodes hivernales ou de refroidissement.

## Caractéristiques physico-chimique
Ce minéral de maille monoclinique, rare, mais typique des roches évaporites marines ou des lacs alcalins, apparaît sous forme de cristaux prismatiques aplatis, parfois tabulaires ou plus rarement sous forme de très beaux cristaux bipyramidaux, à éclat vitreux. Très pur, il est incolore ou blanc, mais le plus souvent, il est légèrement coloré. Il participe à des formations massives granulaires, transparentes à opaques, parfois paraissant grises à jaunâtres, jaune pâle jusqu'à rouge brique, bleu ou vert avec leurs impuretés.
Minéral et roche sont très fragiles et tendres, légères. Sa dureté Mohs ne dépasse pas 2. La densité est légèrement inférieure à 1,5. Elle colore fortement la flamme en jaune, couleur caractéristique des ions sodium.
Il se déshydrate en thénardite ou sulfate de sodium Na2SO4, sous l'aspect d'efflorescences blanches. La réaction de déshydratation est lente à température ambiante, en principe complètement initiée à l'équilibre vers 32,4 °C, mais radicale et rapide dans une étuve à 100 °C.
À l'inverse, les surfaces de thénardite se recouvrent de mirabilite, par l'effet simple de l'humidité de l'air.

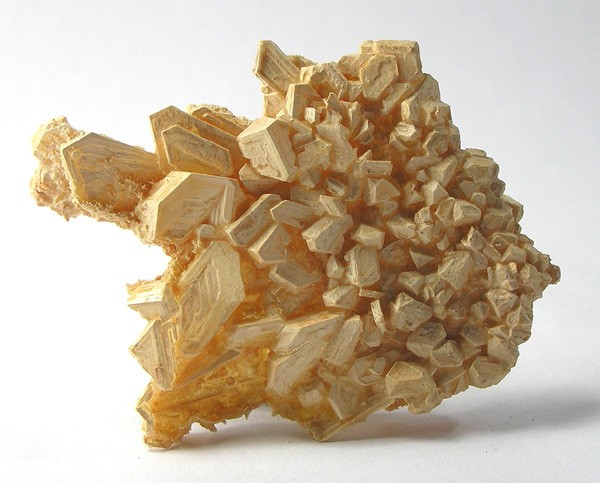
Cristaux de thénardite accolés et obtenus par dessèchement de mirabilite naturelle cristallisée dans la fraîcheur du matin, colorée par de la boue argileuse sous-jacente et des impuretés ferriques apportant une nuance de couleur rose. La forme prismatique originelle obtenue est préservée par plastification. Boron, District Kramer, comté de Kern, Californie. Collection de Jim Minette, ancien responsable de la mine de borax de Boron.

La mirabilite est très soluble dans l'eau à 25 °C. Mais sa solubilité, qui par ailleurs dépend du mode de mise en solution, décroît fortement avec la température. La mise en solution d'échantillons de sulfate de sodium dans des milieux de température et de pression normalisés permet de déterminer une solubilité à l'équilibre, de l'ordre de 5 g de Na2SO4 (11 à 11,3 g de mirabilite) pour 100 g d'eau pure à 0 °C, 9 g à 10 °C, 19,4 g à 20 °C et 40,8 g (92,3 à 92,7 g de mirabilite) à 30 °C, avant la précipitation de mirabilite.
Ainsi à 15 °C, à l'équilibre, la solubilité est de 36 g de mirabilite pour 100 g d'eau pure, alors qu'elle est en pratique de 412 g de mirabilite à 34 °C. On comprend l'effet d'une baisse brusque de température, générant des solutions naturelles surconcentrées en méta-équilibres, susceptibles de précipiter rapidement.
La mirabilite est insoluble dans l'alcool à 95°.

## Cristallochimie

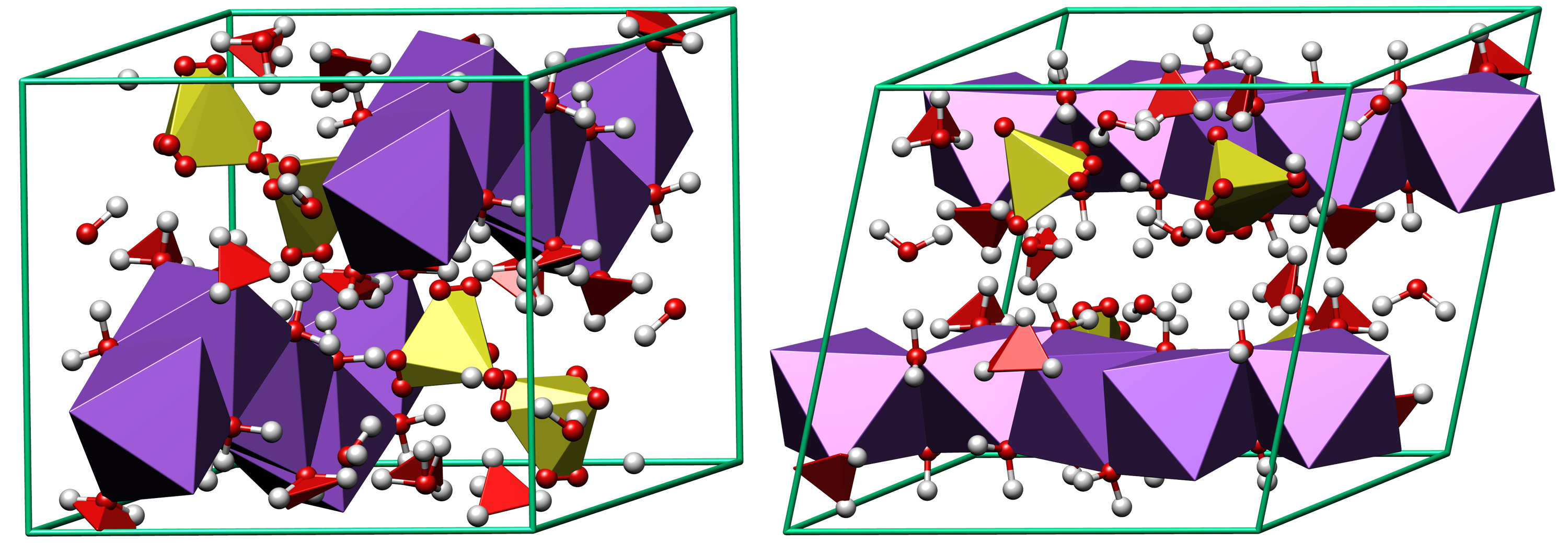
Structure cristalline de la mirabilite

## Gîtologie et Gisements
Cette roche évaporite se forme en grande masse dans les lacs salés ou d'eaux saumâtres riches en alcalins, et en particulier en ions sulfate. Elle peut en principe se former par évaporation des eaux à température inférieures à 33 °C, car au-delà ou dans des conditions d'assèchement drastique, c'est la thénardite qui se dépose. Mais la mirabilite se dépose plus facilement en saison froide, après les descentes thermiques, comme c'est le cas dans la mer d'Aral, dans la lagune du Kara-Bogaz-Gol, lagune de la mer Caspienne au cours des années 1970 ou dans le Grand Lac Salé en Utah.
Le minéral est présent dans les gisements du comté californien de San Bernardino, près de Kern ou Koern. Il est aussi commun dans un grand nombre d'États américains de l'Ouest ou du Sud-Ouest, par exemple le Wyoming et le Texas du Bassin permien.
Il est aussi présent en croûtes efflorescentes, dans des régions désertiques alcalines. Elle peut former des enduits à proximité des eaux thermales, qui, emporté par l'air, donne des dépôts en efflorescence.
En France, il est possible de l'observer facilement en efflorescence dans les carrières de gypse de Malvézy, en Languedoc. Elle est incluse dans les marnes gypseuses de Salins, dans le Jura français. Il est abondant en Bohême, mais aussi dans les mines salines d'Autriche ou d'Espagne.
Elle est souvent associée à la halite, au gypse, à la thénardite, à l'astrakhanite, etc.
Elle est aussi présente en efflorescence dans d'autres sols alcalins, dans les dépôts de sources, comme dans les grottes et sites abrités des anciennes coulées de laves.

### Quelques sites

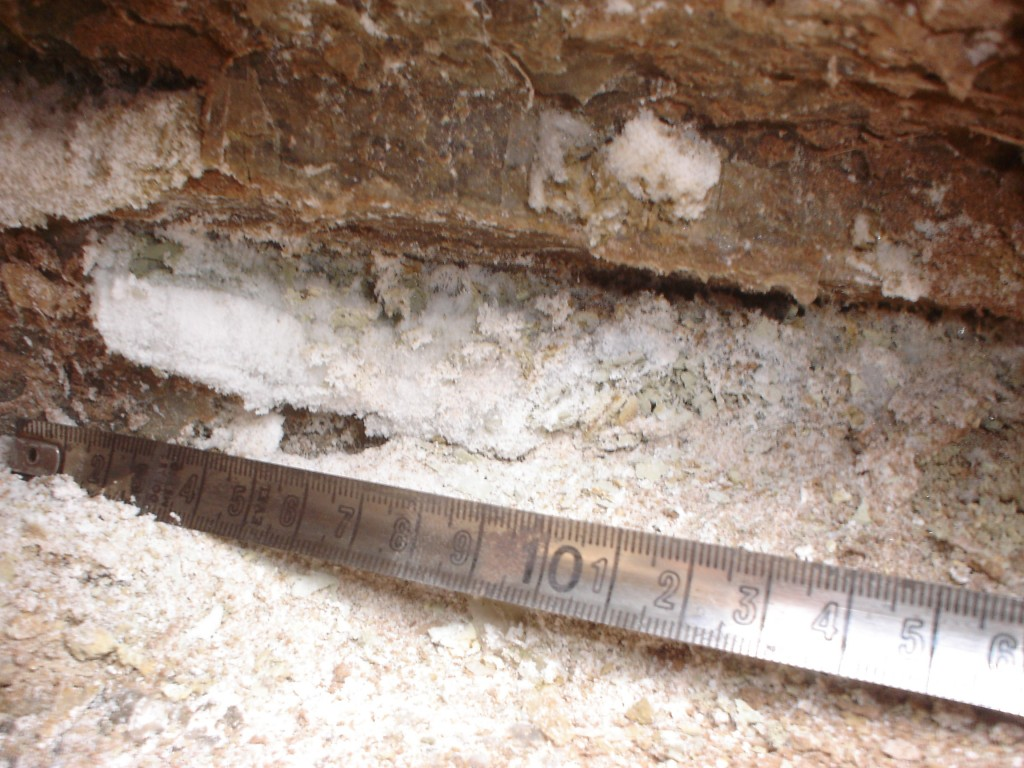
Abondantes concrétions blanches et efflorescentes de mirabilite sortant d'une couche rocheuse de gypse, roches évaporites de la région de Tucuman, Argentine.

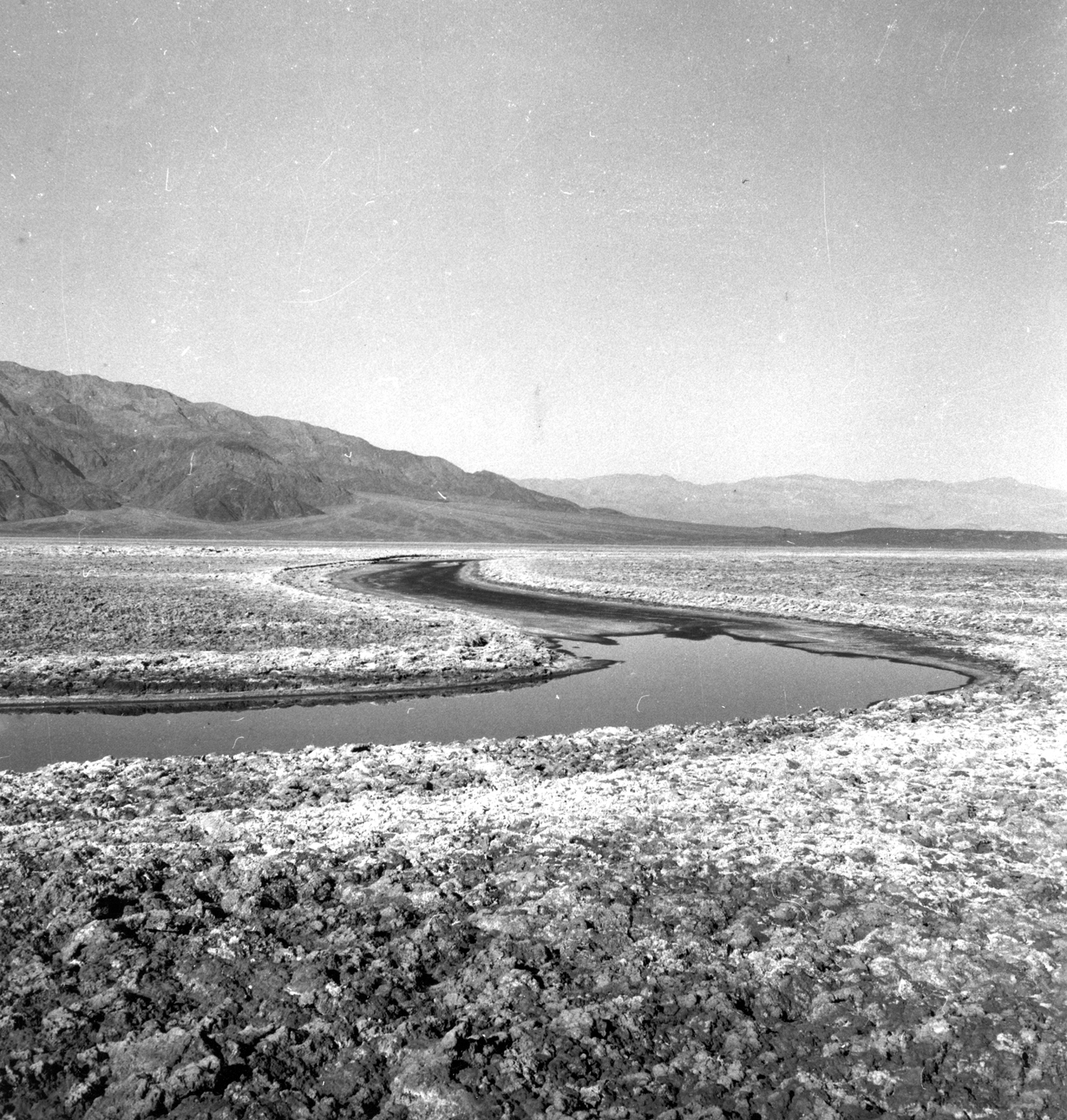
Efflorescences blanches de mirabilite dans le désert américain proche de Salt Creek vers 1960 Parc national de la vallée de la Mort.

- Allemagne

Avec le gypse du puits Mathias, Rammelfangen, Sarrelouis
- Argentine

Catamarca
Salta
Tucumán
- Autriche
- Australie
- Bolivie
- Canada
- Chili
- Chine
- Égypte

Avec le natron, dans la dépression Ouadi Natrun
- États-Unis

- Espagne
- France

Gabe Gottes Mine dans le Giftgrube, veine Saint-Jacques au Neuenberg, Sainte Marie-aux-Mines, Haut-Rhin, Alsace.
Carrière de gypse d'Arignac, Tarascon-sur-Ariège, Ariège, région Midi-Pyrénées
- Hongrie
- Italie
- Japon

mine Hanaoka, Odate, préfecture Akita, Tohoku, île Honshu
- Kazakhstan

dépôt Inder et dôme salin d'Atyrau
- Madagascar
- Mexique

Grande mine San Antonio, Campo orientale, district Santa Eulalia, municipalidad de Aquiles Serdán, désert de Chihuahua
- Norvège

ancienne mines d'argent de Kongsberg, Buskerud
vieille carrière de Råna, Ballangen, dans le Nordland
- Nouvelle-Zélande
- Pays-Bas
- Pologne
- Roumanie
- Royaume-Uni

carrière gypseuse de Kirkby Thore, Vale of Eden, Cumbria, Angleterre
- Russie
- Slovaquie
- Suisse

avec la roche gypseuse de Birmenstorf, canton d'Aargau
évaporites de la mine de sel de Bex, canton de Vaud
- Tadjikistan
- Tchéquie
- Turkménistan
- Turquie
- Ukraine

## Origine de la dénomination
Ce sel était nommé par les Anciens sal mirabilis glauberi ou sal mirabile glauberi, dans la lignée de la première appellation « sal mirabilis » ou « sel admirable » ou encore « sel miraculeux » de Glauber.
Elle a été décrite avant 1825 par le minéralogiste Haidinger, à partir d'échantillons collectés sur l'île Vulcain, en province sicilienne de Messine.

## Usages
Elle a été utilisée dans l'ancienne industrie chimique de la soude Leblanc, mais aussi dans l'industrie verrière, l'industrie des pigments et colorants, etc.

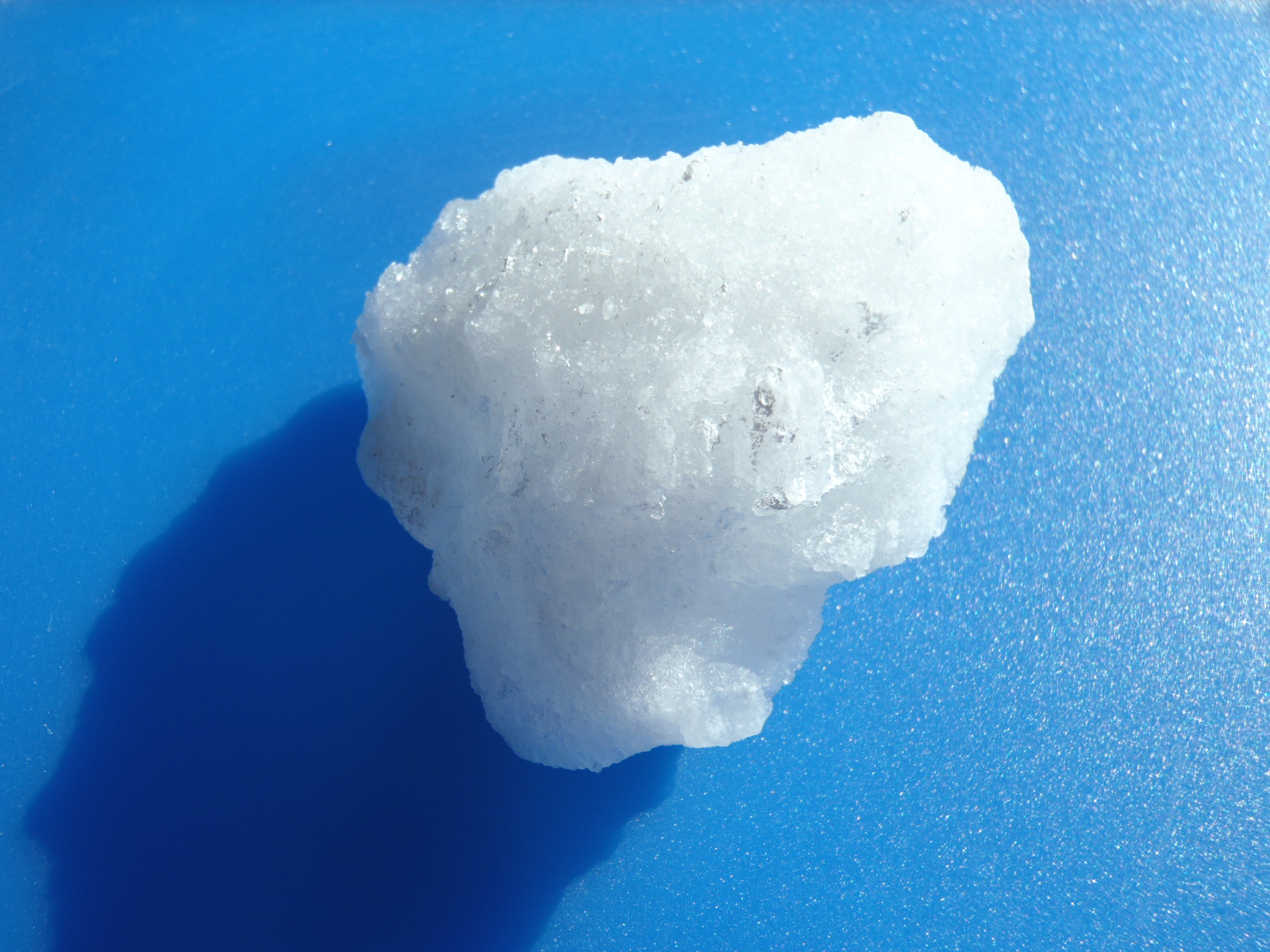
Mirabilite blanche de la taille du poing

Elle a été considérée par la médecine de la Belle Époque comme un laxatif.

## Altérations salines: rôle aggravant des sulfates naturels
Les différents composés à base de sulfate de sodium, soient la thénardite anhydre, l'heptahydrate métastable, la mirabilite et les solutions aqueuses temporaires de sulfate de sodium, souvent apportés par voie aérienne, jouent un rôle considérable dans l'altération géochimique des roches de surface, dans de nombreux milieux : les régions arides froides ou chaudes, les régions côtières ou les falaises sèches, voire les matériaux du patrimoine bâti (pierres, béton, briques...) ou les surfaces érosives de planètes sèches. Le phénomène d'altération saline est accru si la roche est poreuse ou le matériau attaqué est poreux.